# Eucteniza relata
Eucteniza relata là một loài nhện trong họ Cyrtaucheniidae. Loài này phân bố ờ México.